# Nancy Plummer Faxon
Nancy Plummer Faxon (* 19. November 1914 in Jackson (Mississippi); † 1. Februar 2005 in Boston) war eine US-amerikanische Sopranistin, Musikpädagogin und Komponistin für Orgelmusik.

## Leben und Karriere
Nancy Blanton Plummer wurde als Tochter von Walter George Plummer und Emily Blanton Plummer geboren. Sie absolvierte das Millsaps College im Jahr 1936. Als junge Frau wirkte sie in Theaterproduktionen mit Eudora Welty mit. Sie studierte am Chicago Musical College bei Rudolph Ganz und Nelli Gardini und machte 1938 ihren Master in Gesang und Klavier. Ebenfalls studierte sie Komposition bei Max Wald.
Als junge Sopranistin in Chicago trat Plummer 1938 als Solistin der Sorrentine Touring Opera Company bei. Ferner sang sie auch im Chor der Chicago Opera Company.  Von 1955 bis 1980 war sie Sopranistin im professionellen Chor der Trinity Church in Boston. Nach ihrer Heirat im Jahr 1941 widmete sie sich mehr dem Unterrichten und der kirchlichen Arbeit. Während des Zweiten Weltkriegs unterrichtete sie Gesang in Nashville, Tennessee, und arbeitete im Musikprogramm einer methodistischen Kirche in Evanston, Illinois. Später unterrichtete sie an ihrer Alma Mater am Millsaps College und an der Chaloff School of Music in Boston, und spielte Orgel in einer Kirche in Chestnut Hill, Massachusetts.
Plummer Faxon war Mitglied der American Women Composers. Sie schrieb über 100 Chor- und Orchesterkompositionen, hauptsächlich für Auftritte in der Trinity Church. Die Brookline Library Music Association veranstaltete 1985 ein Konzert mit ihren Kompositionen. Eine CD mit dem Titel The Musik of Nancy Plummer Faxon (2001) wurde mit The Ralph Farris Chorale und The Madison Symphony in der Old South Church in Boston aufgenommen. 1986 erhielt sie den Orah Ashley Lamke Award von Mu Phi Epsilon als angesehene Studentin der Schwesternschaft.

## Persönliches Leben
Nancy Plummer heiratete 1941 den Organisten und Chorleiter George Faxon († 1992). Sie arbeiteten häufig gemeinsam an der Ausarbeitung und Präsentation von Nancys Kompositionen. Aus der Ehe stammten drei Kinder. Nancy Plummer Faxon verstarb 2005 im Alter von 90 Jahren im New England Baptist Hospital in Boston an Leukämie.